# Buddelundiella franciscoliana
Buddelundiella franciscoliana là một loài chân đều trong họ Buddelundiellidae. Loài này được Brian miêu tả khoa học năm 1953.